# Visconde de Sanches de Baena
Visconde de Sanches de Baena, título criado por decreto de 13 de Fevereiro de 1869, do rei D. Luís I, a favor de Augusto Romano Sanches de Baena Farinha de Almeida Portugal da Silva e Sousa.
Usaram o título as seguintes pessoas:
- D. Augusto Romano Sanches de Baena Farinha de Almeida Portugal da Silva e Sousa, 1.º Visconde de Sanches de Baena e Marquês de Sanches de Baena, nos Estados Pontifícios e na Santa Sé;
- D. Afonso de Portugal Sanches de Baena Farinha, 2.º Visconde de Sanches de Baena e Marquês de Sanches de Baena, na Santa Sé e no Vaticano.

Após a implantação da república e o fim do sistema nobiliárquico, usaram o título:
- D. Maria da Graça de Valsassina Sanches de Baêna, 3.ª Viscondessa de Sanches de Baêna, C. G.;
- D. Nuno Sanches de Baêna de Saldanha da Bandeira Ennes, 4.° Visconde de Sanches de Baêna, C. G. (seu filho primogénito D. João Pignatelli Sanches de Baêna Ennes).[1][2]